# Apgar
Apgar est une localité américaine du comté de Flathead, dans le Montana. Située sur les bords du lac McDonald, elle est protégée au sein du parc national de Glacier. Elle accueille notamment un office de tourisme du National Park Service, un terrain de camping et deux hôtels.